# Ogliano
Ogliano (Ojàn in veneto, Vojàn in una variante locale) è una frazione del comune di Conegliano, in provincia di Treviso, distante circa 5 km dal capoluogo comunale.

## Geografia fisica
Ogliano è situata sui colli a nord della città del vino e a sud di Vittorio Veneto: i due capoluoghi sono collegati per mezzo di via Marcorà, che taglia la frazione di Conegliano e si collega a Carpesica e poi a Ceneda.
Il paesaggio, caratterizzato dalla presenza di dolci rilievi di origine morenica, è intervallato da vigne, antichi borghi e case rurali, secondo il disegno datogli da secoli di economia agricola.
Presso i colli al confine con la città, dove sorge Villa Giustinian, è presente un vecchio bacino artificiale inserito in una zona di interesse naturalistico: il Lago di Pradella.

## Monumenti e luoghi d'interesse

### Architetture religiose

#### Chiesa di Santa Maria Assunta

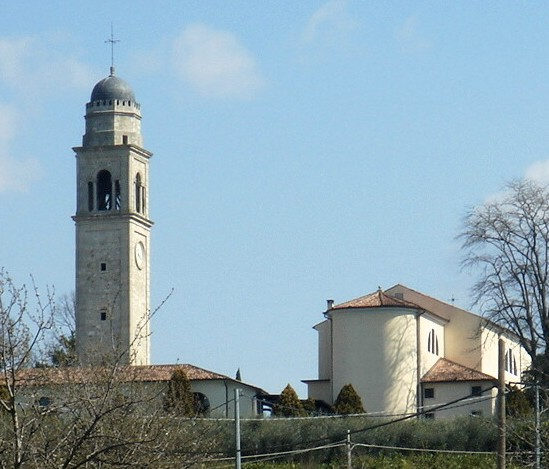
Campanile e abside della chiesa

La chiesa parrocchiale, dedicata all'Assunzione di Maria, è l'edificio sacro più importante di Ogliano, posto sul punto più alto, dove sorge assieme al campanile, al cimitero e alla sala parrocchiale.
L'attuale chiesa è una ricostruzione avvenuta nel 1779, in luogo di una cappella preesistente già dal XV-XVI secolo.
La semplice facciata a capanna, ornata solo da un piccolo rosone inserito nel timpano e, sopra il portale, da un bassorilievo col leone di San Marco, si rivolge verso un ampio panorama godibile dall'antistante terrazza, che spazia su Vittorio Veneto, Scomigo, Colle Umberto, Castello Roganzuolo e sulle Prealpi Bellunesi. Dalla parte absidale invece si vedono i colli di Conegliano e i dintorni di Formeniga.
All'interno, ad un'unica navata, sono custodite opere pittoriche degli artisti veneti Silvestro Arnosti, Pietro Antonio Novelli e di Giovanni De Min.

#### Oratorio della Santissima Trinità

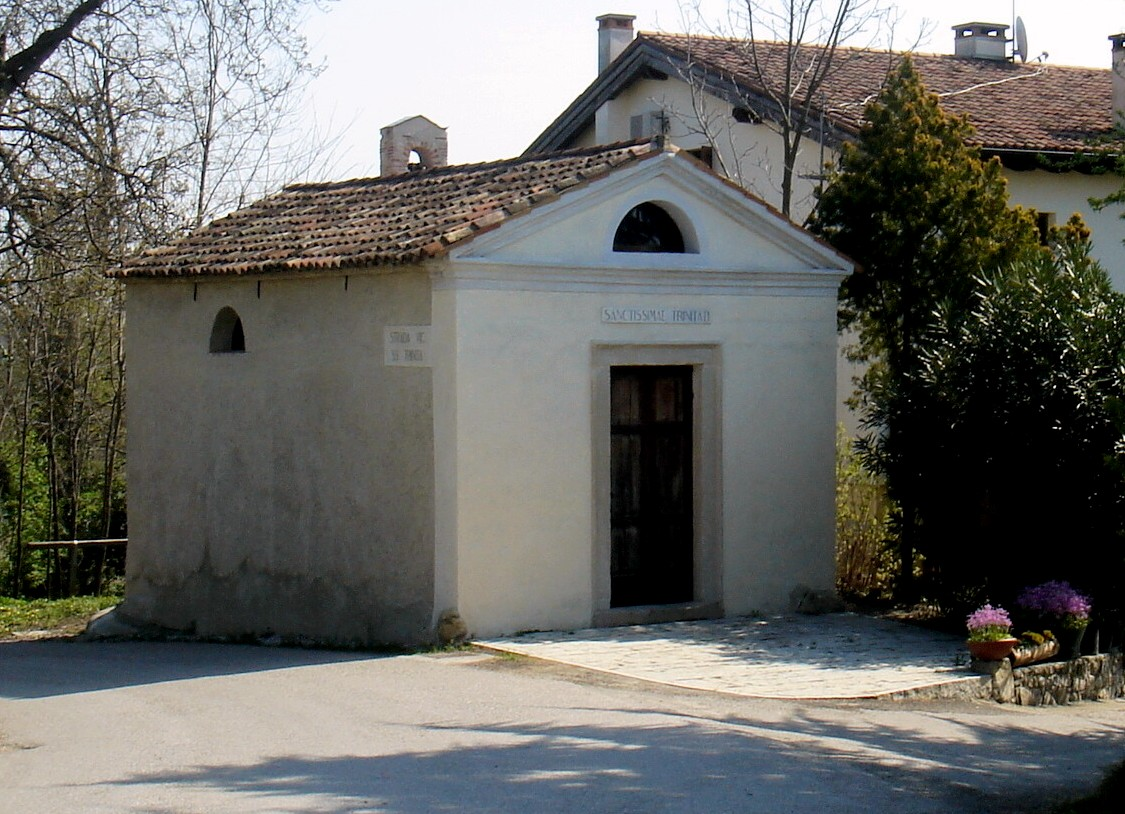
Oratorio della Santissima Trinità

Sulla strada che collega Ogliano e la Calpena al Menarè e a Castello Roganzuolo, si trova un oratorio dedicato alla Santissima Trinità, da cui deriva il toponimo della zona in cui sorge.
La prima costruzione ha inizio il 2 febbraio 1497, quando il nobile Nicolò Doglioni, cittadino coneglianese, chiede al vescovo di Ceneda Nicolò Trevisan, suo parente, il permesso di costruire a proprie spese "pro pia religione et divozione" una cappella su un suo terreno "in villa de Oiani" ed inaugurato nel 1550 dall'allora vescovo (rif.to Biblioteca Diocesana di Vittorio Veneto).
L'oratorio attuale è una ricostruzione novecentesca, con facciata a capanna caratterizzata da una finestra a mezzaluna inscritta in un ampio timpano e da un portale rettangolare, sopra il quale è dipinta la scritta Sanctissimae Trinitati; sul tetto è presente un piccolo campanile a vela a una sola apertura.

### Ville venete

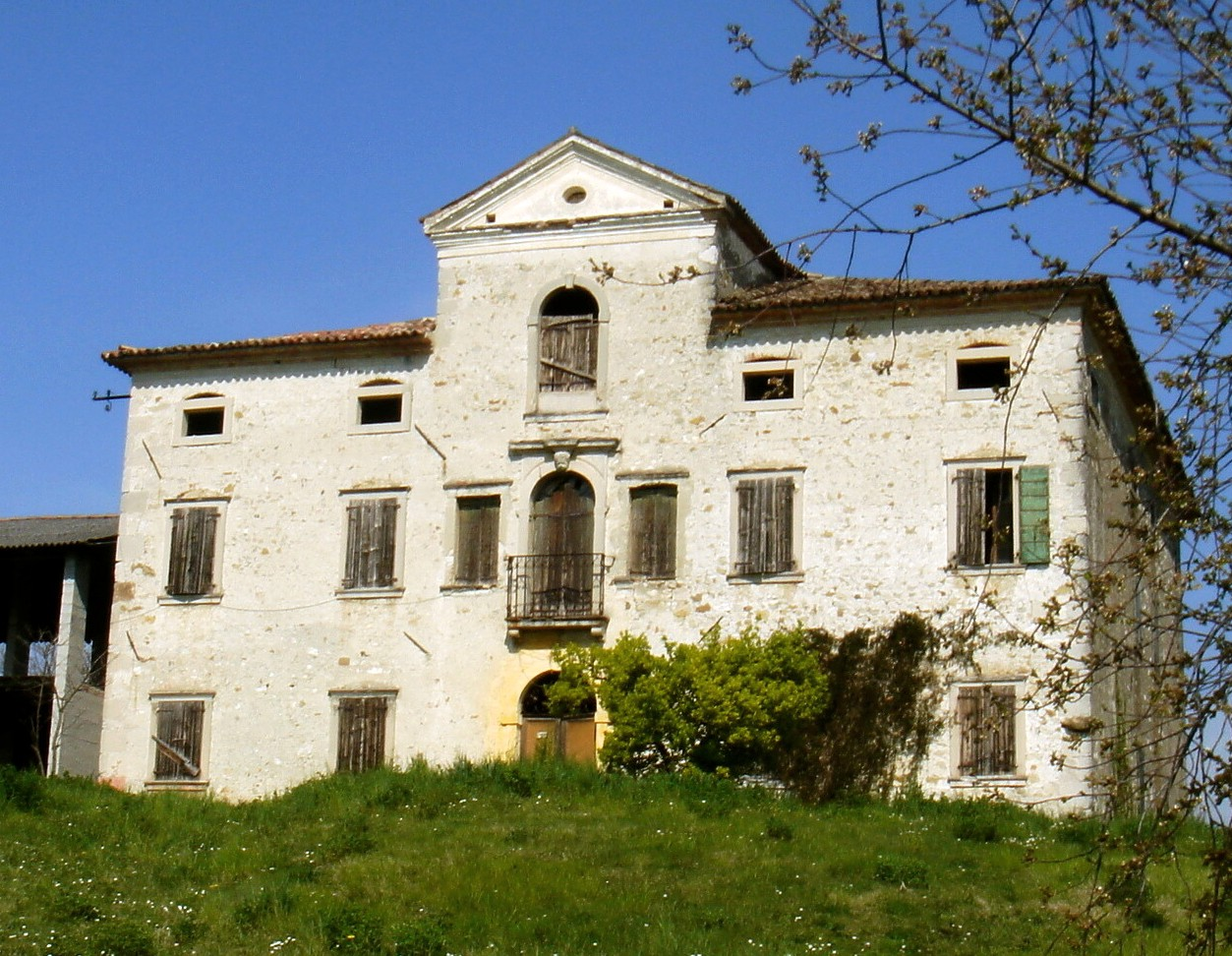
Casa canonica

#### Casa canonica
La Casa canonica di Ogliano è una villa veneta del XVIII secolo, in posizione panoramica, rivolta verso i colli della Calpena, vicino al Casino Piamonte.
La facciata si compone di più parti: un corpo centrale, caratterizzato da tre livelli con portale e monofore a tutto sesto, al piano nobile con mascherone e parapetto metallico, e terminante in timpano; due ali laterali simmetriche di due piani con monofore rettangolari, più un ammezzato.
Non mancano gli annessi rustici, che constano di diverse parti ubicate sul lato destro e sul retro dell'edificio padronale.

#### Casino Piamonte

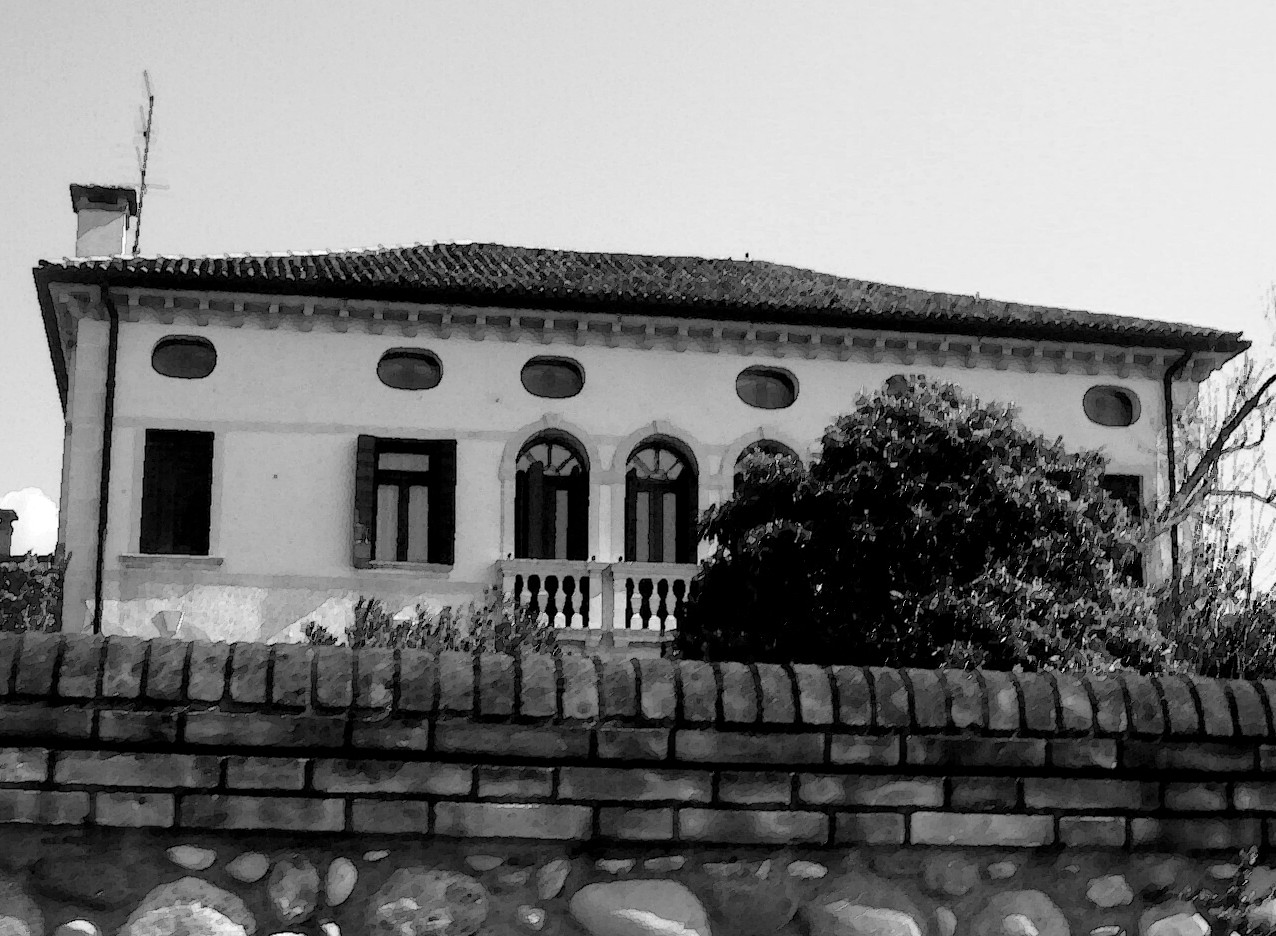
Casino Piamonte

Il Casino Piamonte è una villa veneta situata all'imbocco di via Santissima Trinità, sul dolce pendio che scende dal centro di Ogliano verso la Calpena.
Si tratta di un edificio nobile risalente al XVIII secolo, di due piani più ammezzato: di particolare interesse è la forometria, con il piano nobile abbellito centralmente da trifora a tutto sesto con balaustra; l'ammezzato presenta una serie di sei monofore ovali, poste poco sotto un sottile cornicione.

#### Villa Maresio detta Palazzo delle Anime

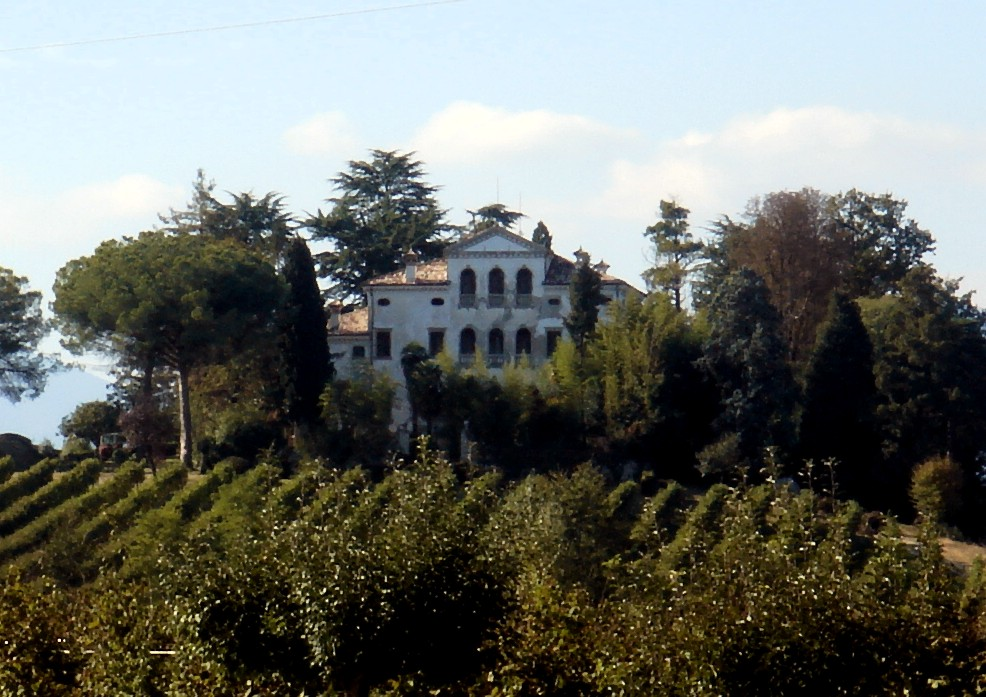
Villa Maresio

Villa Gera Amadio Maresio è una villa veneta del XVII secolo, situata sui piccoli rilievi della Calpena, nel contesto perlopiù agricolo dell'area al confine con San Vendemiano e Monticella, dove sorgono anche Villa Lippomano e Villa Paccagnella.
Si tratta di una delle ville più suggestive dell'area, intorno alla quale nei secoli scorsi è nata una curiosa leggenda, da cui è derivata la denominazione "Palazzo delle Anime".

#### Villa Gera detta Palazzo degli Angeli

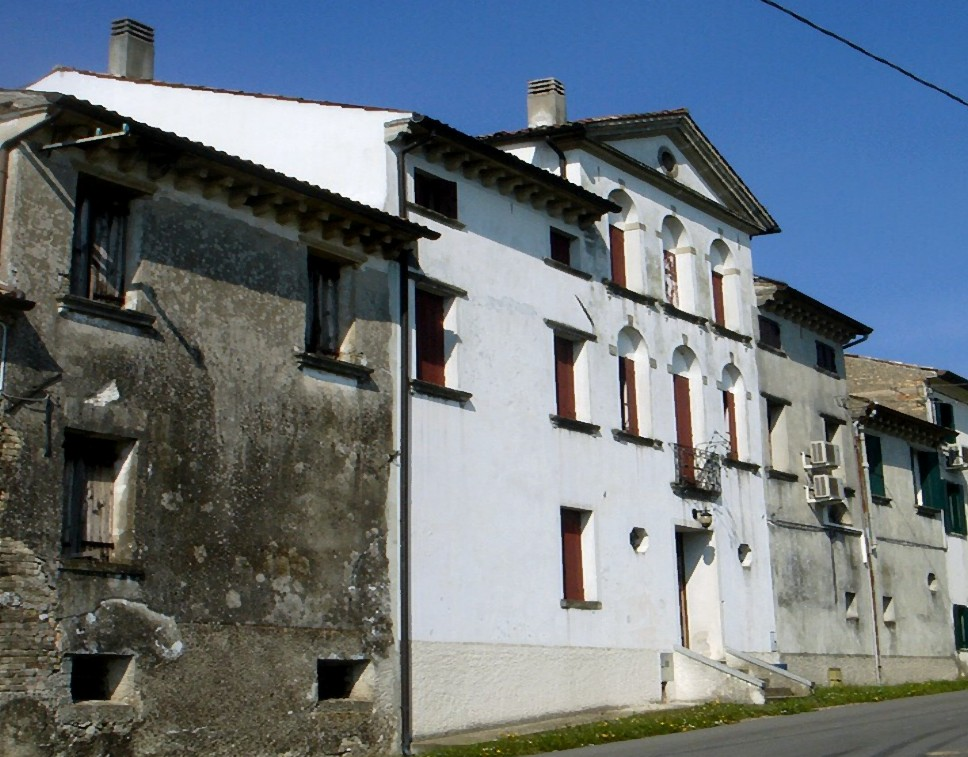
Villa Gera degli Angeli

Risalente al XVIII secolo, il cosiddetto Palazzo degli Angeli è una villa veneta inserita in un complesso rurale e situata in località Caselonghe in via Mangesa, all'incrocio con via Monte Nero, che la collega con il colle della chiesa.
Di particolare valore architettonico è il corpo centrale, oggi restaurato, caratterizzato similmente alle altre ville della frazione, da una parte rialzata al centro e timpanata: la forometria di questa parte dell'abitato è costituita da tre monofore a tutto sesto al piano nobile e al secondo piano, mentre al piano terra un portale rettangolare è collegato al giardino da una piccola rampa di gradini; le aperture delle due ali sono rettangolari; va segnalata la presenza di un cornicione dentellato.
Il resto del complesso, adiacente a quello descritto e sviluppato in lunghezza (richiamando il toponimo Caselonghe), è composto da diversi edifici di due o tre piani, la cui struttura è quella dell'architettura rustica tradizionale dei colli di Conegliano.

## Economia
L'economia di Ogliano è legata all'agricoltura e specializzata nella produzione di vino, soprattutto il prosecco, essendo zona DOCG di questo vitigno.

## Note

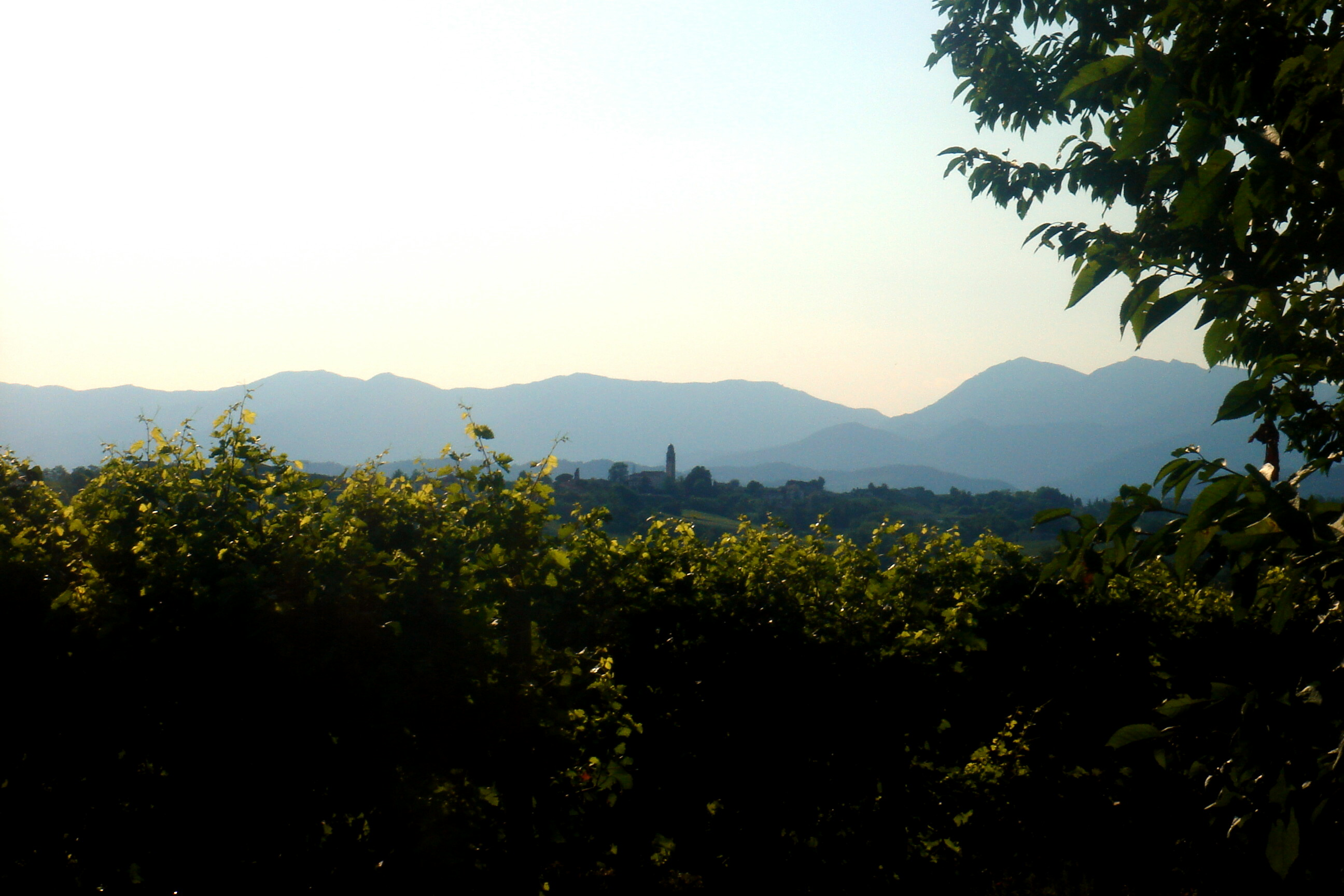
Ogliano vista dalle vigne di Castello Roganzuolo